# Костельник, Гавриил Фёдорович
Гаврии́л Фёдорович Косте́льник (укр. Гавриїл Федорович Костельник; 15 июня 1886, село Руски-Крстур, Воеводина, Австро-Венгрия — 20 сентября 1948, Львов, Украинская ССР) — священник Русской православной церкви (РПЦ), протопресвитер, до 1946 года — священник Украинской грекокатолической церкви. Богослов, проповедник; идеолог присоединения украинских униатов к РПЦ.

## Биография
Родился в русинской грекокатолической семье переселенцев из Закарпатья, в селе Руски-Крстур, Воеводина, Австро-Венгрия (ныне — Сербия).

### Учёба
Гавриил поступил в гимназию словенского городка Винковцы и впоследствии перешёл в Загребскую гимназию, после окончания которой поступил в Загребскую униатскую духовную семинарию, а затем на богословский факультет Загребского университета.
В Загребе молодой Костельник, одарённый большим талантом, живой творческим воображением и неустанным трудолюбием, начал литературную деятельность. Диапазон его писательского творчества был очень широким — стихи, художественная проза, драматургия, критика.
В 1907 году Гавриил Костельник едет в Галицию. Здесь он продолжает образование в Львовском университете, также на богословском факультете. Львов в то время был духовным центром унии, своеобразным «униатским Римом», центром украинской интеллектуальной элиты Австро-Венгрии. Окончил Львовский университет в 1911 году.

### Священник во Львове
В 1913 году Гавриил Костельник на факультете католического богословия Фрибурском университете (Швейцария) защищает диссертацию на тему «Об основных принципах познания» и получает степень доктора философии. Одновременно выходят ещё два сборника его лирических произведений.
В том же 1913 году Гавриил Костельник навсегда возвратился во Львов и принял сан священника, после чего становится священником Преображенской церкви во Львове, а чуть позже ещё и преподавателем Закона Божьего в львовских средних школах.
С 1920 по 1929 о. Гавриил был редактором журнала «Нива», официального органа грекокатолического духовенства Львовской епархии.
В то же время, с 1920 по 1930 год, будучи профессором Львовской духовной семинарии, преподавал логику, историю философии, метафизику, психологию, христианскую социологию. В 1923 году он становится деканом богословского факультета, и в том же году, при непосредственном участии Гавриила Костельника, при Духовной Семинарии открывается Украинская научное богословское общество с печатным органом «Богословие».
Был автором ряда работ, посвящённых проблемам взаимоотношений латинского и византийского богослужебного обрядов, выступая апологетом восточного обряда. Большой резонанс имела его статья «Так себе думаю» («Нива», № 9 за 1927 год) с решительным осуждением обычая совершать Литургию на заранее изготовленных и высушенных Агнцах, позаимствованного у католиков. Открытая приверженность традициям греческого богослужения привела к освобождению в 1929 году с должности редактора журнала. В дальнейшем глава Греко-католической Церкви митрополит Андрей Шептицкий назначил его проповедником в Собор Святого Юра.
В 1930-е годы занимался изучением феномена унии как симбиоза православия и католицизма, чему посвящает ряд работ, где однозначно становился на православные позиции. В написанной в 1936 году статье «Как римские теологи воюют» он отмечает:

«Римская Церковь ныне совсем не та, какой была в первом тысячелетии. Посредине между теми двумя её фазами стоят: проклятия Греческой Церкви, борьба пап за инвеституру, борьба пап против „вселенских“ соборов XV ст., папская реакция на протестантскую революцию, падение папского государства и папские догмы Ватканского собора. Поэтому и современная уния совсем не то, что бывшее единство между Восточной и Западной Церквами. Унии второго тысячелетия — это искусственное новообразование, которое, со стороны Восточной Церкви, должно было бы оправдать узурпированные три римских примата (примат Рима, папы и латинской Церкви)»

### 1939—1945 годы
В начале 1939 года во Львовской епархии группа священников, во главе с Климентием Шептицким, обсуждала вопрос об отходе от унии и создании «Украинской народной церкви». Членами группы были священники Ковальский, Костельник, Притма и другие. Согласно замыслу, главой церкви должен был стать митрополит Андрей Шептицкий, который знал о работе группы. О работе группы было известно и НКВД, который использовал это в своих целях.
Первоначальный план оперативной разработки и ликвидации УГКЦ был разработан НКВД ещё в 1940—1941 гг. и 11.01.1941 утвержден наркомом внутренних дел СССР Л. П. Берией. Первичной задачей был отрыв УГКЦ от Запада и в первую очередь от Ватикана путём создания автономной или автокефальной украинской церкви с последующим её присоединением к РПЦ. После войны от промежуточной фазы создания украинской церкви НКВД отказалось и приступило к непосредственной ликвидации УГКЦ через её объединение с РПЦ. В целом план был частью общей деятельности, направленной на борьбу с УПА и ОУН и любыми проявлениями украинского сепаратизма.
Сотрудничество с НКВД Гавриил Костельник начал в 1941 г., когда после обыска и последующего ареста своего сына, проведённого НКВД, Гавриил Костельник был вынужден пойти на контакт с УНКВД.
Зная о натянутых личных отношениях с митрополитом Андреем Шептицким и Иосифом Слепым, представители НКВД обсуждают с Костельником возможность создания автокефальной украинской церкви, независимой от Рима. По заданию НКВД, Г. Ф. Костельник пишет ряд статей и реферат на данную тему.
В рамках мероприятий НКВД в 1940—1941 году планировалось спровоцировать раскол внутри церкви (между сторонниками восточного и западного обрядов), всячески дискредитировать руководителей церкви фактами их личной жизни, обвинить в нарушении канонических законов и злоупотреблении церковным имуществом, активизировать православных церковников на борьбу за присоединение униатов к РПЦ, в Верховном Совете УССР поднять вопрос о назначении уполномоченных по делам культов при облисполкомах. Отдельным положением в рамках мероприятий НКВД по отношению к УГКЦ, начальнику 2-го отдела ГУГБ НКВД, комиссару госбезопасности 3-го ранга Федотову было поручено организовать вместе с Наркомфином СССР налоговую схему для использования против духовенства УГКЦ — налогообложение духовенства в Западных областях УССР должно проводиться «по согласованию с местным аппаратом НКВД».

### Львовский собор 1946 года
Советское правительство и НКВД рассматривало УГКЦ как центр националистического движения на Западной Украине, что и было одной из главных, но не единственной, причиной её ликвидации. УГКЦ активно поддерживала движение УПА и ОУН в борьбе за создание независимого государства Украина, не только предоставляя ночлег и лечение воинам УПА в случае необходимости, но и оказывая значительную финансовую поддержку. По мнению руководства НКВД ликвидацию УПА следовало проводить параллельно с ликвидацией УГКЦ, активистов участников движения за независимость Украины, в число которых входили не только представители ОУН и УПА, но и других украинских партий, таких как УНДО, УРСП, клерикального объединения УНО («Украинской национальной обновы») и др.
Первоначальные планы по ликвидации УГКЦ, путём создания украинской церкви с последующим присоединением её к РПЦ, создавались НКВД в 1940—1941 гг., осуществлению планов помешала война. После 1945 г., ликвидацию УГКЦ уже планировалось провести без промежуточного создания какой-либо украинской церкви.
Роль Костельника в процессе ликвидации унии на Западной Украине и присоединении грекокатоликов к православной церкви оценивается крайне неоднозначно. Это вызвано прежде всего сложностью послевоенной обстановки в Галиции, к 1945 году окончательно вошедшей в состав СССР. Проблема унии приобрела ярко выраженный политический характер, поскольку наличие в Советском Союзе нескольких миллионов верующих, объединённых в особую церковь, связанную с Ватиканом, представлялось советскому лидеру И. В. Сталину весьма нежелательным.

Из плана мероприятий НКГБ по ликвидации греко-католической церкви в западных областях Украины от 26—30.09.1945 года:
- «В целях стимулирования перехода греко-католических приходов в православие, использовать налоговый пресс, дифференцируя его с таким расчётом, чтобы православные приходы облагались нормально и не выше 25 %, объединившиеся вокруг Инициативной группы греко-католической церкви по воссоединению её с православием — 40 %, греко-католические приходы и монастыри — 100 % максимальной налоговой ставки.[…]
- Обеспечить возможность полной ликвидации греко-католической церкви путём воссоединения её с русской православной церковью.»

Под сильным давлением НКВД начинается движение за воссоединение с православной церковью, во главе которого встал д-р Г. Костельник, он же был председателем «инициативной группы», координировавшей процесс и занимавшейся миссионерской работой. Создание инициативной группы и движение было полностью инспирировано сверху и проходило согласно плану, разработанному и утверждённому НКГБ СССР.

Из докладной записки П. Дроздецкого в НКГБ СССР о ликвидации греко-католической церкви в западных областях Украины от 16.02.1946 :
- […] После тщательного изучения обстановки, нами был разработан план ликвидации греко-католической церкви, к осуществлению которого мы и приступили[…]
- Осуществляя этот план, в апреле 1945 года в областных газетах Львова, Тернополя, Станислава, Дрогобыча и центральной газете «Правда Украины», по нашей инициативе, против униатов была опубликована обширная статья «С крестом или ножем», которая сыграла значительную роль в деле подготовки к ликвидации этой церкви. Статья вскрывала антисоветскую деятельность верхушки униатского греко-католического духовенства и разоблачала её перед лояльной частью духовенства и перед верующими.
- Подготовив, таким образом, общественное мнение, 11.4.45 г. нами были проведены аресты митрополита Иосифа СЛЕПОГО, епископов ХОМЫШИНА, БУДКИ, ЧАРНЕЦКОГО, ЛЯТЫШЕВСКОГО, а также ряда наиболее скомпрометировавших себя антисоветской деятельностью попов униатской церкви. Обезглавив греко-католическую церковь, мы создали предпосылки для организации движения, направленного к тому, чтобы ликвидировать унию и воссоединить эту церковь с русской православной церковью. С этой целью, нами 30.5.45 г. была создана «Центральная Инициативная группа по воссоединению греко-католической церкви с русской православной церковью», в которую вошли авторитетные священники: доктор КОСТЕЛЬНИК — от Львовской епархии, доктор МЕЛЬНИК, генеральный викарий — от Дрогобычской епархии и ПЕЛЬВЕЦКИЙ — проведённый впоследствии как председатель Станиславской епархии.

Среди значительной части населения Западной Украины традиционно существовала определённая тяга и симпатия к православию. Об этом свидетельствует массовый переход грекокатоликов в Русскую Церковь в 1914—1915 гг.; с 1890 г. и до начала Второй мировой войны в США около 90 000 эмигрантов русин из Галиции и Карпат перешли в православие; на Лемковщине и в Галиции с 1923 по 1929 гг. число вернувшихся в православие составляло около 30 000 человек, а к 1933 г. цифра эта увеличилась до 60 000 человек. Однако вмешательство карательных органов и гонения против твёрдых сторонников унии дискредитировали саму идею присоединения к РПЦ, которая в глазах верующих стала часто отождествляться с советским репрессивным аппаратом, русификацией и угнетением украинского языка и культуры, к этому же в основном сводилась и позиция ОУН.
Согласно донесениям УНКГБ, население восприняло «воссоединение» с РПЦ в целом нейтрально или положительно. Негативно к решению Львовского Собора отнеслась некоторая часть украинской интеллигенции, которая понимала, что ликвидация УГКЦ есть способ приблизить Западную Украину к тому положению, в котором уже многие годы находилась остальная часть СССР, усилить связь с Москвой, некоторые представители украинской интеллигенции видели в этом попытку русификации украинской церкви и наступление на украинскую культуру.
Из донесений УНКГБ о реагировании украинской интеллигенции на публикацию извещения Прокуратуры СССР об обвинении И. Слепого и предстоящую ликвидацию УГКЦ:

Академик Щурат:
«Если они хотят уничтожить Слепого и епископов, так нужно было бы много крику о соборе и новых епископах. Большевики же как будто что-то украли, а теперь по-воровски обделывают дела»

Доцент пединститута г. Львова Дзеверин:
«Предстоящее воссоединение — это новая уния. То была уния с Римом, а эта — с Москвой. Вместо одной унии будет другая.[…]»

Секретарь союза советских писателей г. Львова Д. Кондра:
«Всё то, что написано, — неправда. Вина вся в том, что они — священники-украинцы и представители униатской церкви. Как священники они должны были молиться за власть, не входя в обсуждение, какая эта власть»

Из сводки УНКГБ о реагировании украинской интеллигенции на предстоящую ликвидацию УГКЦ:

Академик Щурат:
«Зачем нам папа Римский, нашему украинскому народу необходима религия… многие из униатских священников согласятся на переход в православие»

Галас, библиотекарь Львовского университета:
«Надо опять переходить в православие и в этом я не вижу ничего отрицательного, напротив, это ещё больше нас сблизит с нашими братьями — украинцами-надднепрянцами».

Отношение ОУН к ликвидации УГКЦ было резко негативным, при оценке собора они подчёркивали политические мотивы этого мероприятия, проведённого под патронатом НКГБ.
Двое сыновей Костельника были вовлечены в националистическое движение и оба погибли в боях с частями НКВД.
В своих воспоминаниях высокопоставленный сотрудник МГБ Павел Судоплатов писал о жизни Гавриила Костельника: «После смерти митрополита Андрея Шептицкого в 1945 году среди униатских священнослужителей разгорелся ожесточенный конфликт. Дело в том, что внутри униатской церкви давно существовало сильное движение за объединение с православной церковью. Те священники в окружении Андрея Шептицкого, которые противостояли такому союзу, оказались серьёзно скомпрометированными своим сотрудничеством с немцами. Архиепископ Гавриил Костельник, якобы высказывавшийся на протяжении почти трех десятилетий за объединение с православной церковью, стал во главе этого движения. В 1946 году, вскоре после освобождения из под ареста, Костельник собрал конгрегацию униатских священнослужителей, проголосовавших за воссоединение с православной церковью».
В таких условиях в марте 1946 года на Львовском соборе грекокатолического духовенства и мирян было принято постановление об «отмене решений униатского Брестского собора 1596 года, разрыве с Ватиканом и возвращении к родной православной вере». На соборе о. Г. Костельник выступил с докладом «О мотивах воссоединения УГКЦ с РПЦ», в котором с исторической и богословской точек зрения обосновал необходимость ликвидации унии. Решения собора поддержало 997 из 1270 грекокатолических священников Западной Украины, остальные были осуждены, а их приходы — закрыты.

### События после ликвидации УГКЦ
В последние годы жизни о. Гавриил Костельник занимался изданием православного журнала «Епархиальный православный вестник». В нём он помещал свои богословские проповеди, объяснял смысл великих православных праздников и печатал свои давние труды, которые привели его к православному самосознанию. Во время пребывания в Москве в апреле 1946 года он был возведён в сан протопресвитера — высшее отличие для белого (женатого) православного духовенства.
По агентурным данным НКГБ, протопресвитер Гавриил Костельник по своим убеждениям был антисоветским, но и противником Рима, даже в период подготовки и проведения собора разрабатывался НКГБ в рамках агентурного дела «Возрожденцы».
Участвуя в работе Инициативной группы, Гавриил Костельник был уверен, что это поможет не только оторваться от Рима, но и, возможно, создать украинскую автокефальную церковь в какой-либо форме. В планах Гавриила Костельника было формирование так называемой «Ново-православной церкви» (бывшей униатской) в Галиции, оставив за собой руководство бывшими грекокатоликами, что беспокоило НКГБ и шло вразрез с их планами.
Костельник намеревался выдвинуть викарным епископом своего ученика по духовной Академии, священника Юрика, который должен был бы выполнять распоряжения Костельника. Выполняя поручение Костельника, один из его приближенных Сергей Хруцкий пытался в беседах убеждать духовенство в необходимости передачи функций управления «ново-православной церкви» в Галиции викарному епископу, а также о том, что нельзя допустить, чтобы «ново-православной церковью» управлял прибывший с востока православный епископ Макарий (Оксиюк). Последнее фактически ставило под сомнение практическое объединение УГКЦ с русской православной церковью и ограничивало влияние на неё как РПЦ, так и НКГБ. Также Хруцкий пытался уговорить Макария взять в своё ведение Почаевскую лавру и приходы Тернополя и тем самым отказаться от руководства церковью Галиции в пользу Костельника.
После окончания собора Костельник затягивал передачу полномочий по руководству церковью православному епископу Макарию и всячески пытался вместе с Хруцким укрепить своё влияние среди бывших грекокатоликов, принимая в канцелярии униатских священников Львовской, Тернопольской, Станиславской и Дрогобычской епархий, заявляя: «Без нас православия в Галиции не будет».
В связи с позицией Костельника НКГБ намеревалось перевести его на новое место службы в Киев, при экзархе Украины, парализовав его попытки к дальнейшему управлению бывшими униатами. Однако перевод Костельника, по неизвестным причинам, так и не был осуществлён, так как планы НКГБ по отношению к Гавриилу Костельнику изменились. В 1946—1947 годах, в связи с угрозой акций со стороны УПА или ОУН, НКГБ принимал негласные меры по охране Гавриила Костельника. Как обстояло дело с его охраной в 1948 году, неизвестно.
В июле 1948 года Костельник принял участие в торжествах в связи с 500-летием автокефалии Русской Церкви, проходившим в Москве.

### Убийство

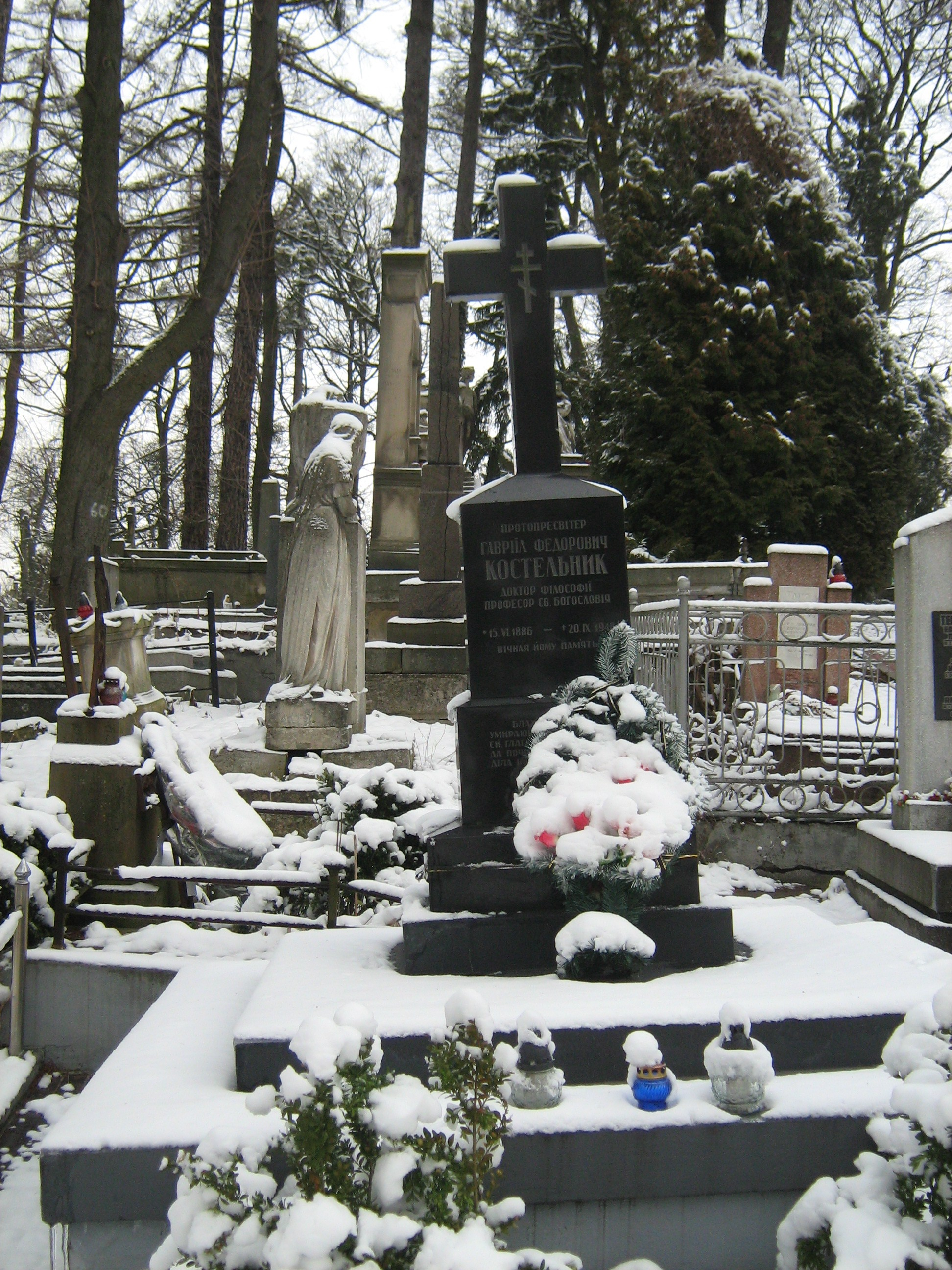
Надгробие на могиле Гавриила Костельника на Лычаковском кладбище во Львове

20 сентября 1948 года, после богослужения в Спасо-Преображенском соборе Львова, по пути домой был убит двумя выстрелами из пистолета. Согласно мемуарам Павла Судоплатова, убийца был окружён толпой верующих и застрелился; его опознали — им оказался член террористической группы, руководимой Романом Шухевичем, Василий Панькив. Однако представители ОУН—УПА отрицали свою причастность к убийству. В официальном извещении в органе Московского патриархата, подписанном митрополитом Николаем (Ярушевичем), говорилось, что Костельник был «убит агентом Ватикана».
Похоронен во Львове на Лычаковском кладбище (поле № 2) рядом с могилой своей малолетней дочери Святославы (1914—1920). Рядом похоронена жена Элеонора Костельник (1891—1982).

## Семья
Жена — Элеонора. Сыновья — Богдан (репрессирован и казнён в 1941 г.), Ириней, Зенон, дочери — Святослава (умерла в детстве) и Христина (эмигрировала в 1941 г.).

## Память
В художественном фильме про Ярослава Галана «До последней минуты», снятом в 1973 году, образ Костельника воплотил актёр Александр Хвыля.
В 1998 году его смерть была названа «мученической кончиной» официальным органом Московского Патриархата.

## Труды
- «Ватикан и Православная Церковь» и «Римская Церковь и единство Христовой Церкви» Доклады на Совещании Глав и Представителей Автокефальных Православных Церквей в 1948 году.
- Костельник Г. Ф. Вибрані твори [Текст] / Г. Ф. Костельник. — К.: видання Екзарха всієї України Митрополита Київ. і Галицького, 1987. — 264 с.
- Костельник Г. Ultra posse. Вибрані твори [Текст] / Г. Костельник; упоряд. та передм. О. Гірняк. — Ужгород: Гражда, 2008. — 400 с. — (Серія. Ukrainica: ad fontes. Кн. ІІІ)